# Амбарцумян Мкртич Амбарцумович
Мкртич Амбарцумович Амбарцум́ян (12 квітня 1907, Баязет — 30 грудня 1991, Єреван) — радянський вчений в галузі фізіології винограду і плодових. Доктор біологічних наук з 1968 року.

## Біографія
Народився 12 квітня 1907 року в місті Баязеті (нині Догубаязит, Туреччина). 1929 року закінчив Єреванський державний університет, а в 1932 році Вірменський сільськогосподарський інститут. З 1930 року — на викладацькій і науково-дослідній роботі. У 1932—1975 роках завідувач сектором, завідувач відділом фізіології і біохімії рослин Вірменського науково-дослідного інституту виноробства, виноградарства і плодівництва, з 1975 року науковий консультант цього відділу.
1987 року нагороджений орденом Вітчизняної війни 2 ступеня.
Помер в Єревані 30 грудня 1991 року.

## Наукова діяльність
Вивчав фізіологію морозостійкості винограду і плодових культур в умовах Вірменії. Розробив заходи щодо захисту виноградників від шкідливого впливу низьких температур шляхом застосування фізико-хімічних методів боротьби, заснованих на колоїдно-структурних і біохімічних змінах протоплазми, правильного сорторайонування, регулювання ґрунтового харчування та інше. Автор 50 наукових робіт, власник 2 авторських свідоцтв на винаходи. Серед робіт:
- Морозостійкість плодових і винограду в умовах Араратської рівнини. — Єреван, 1965.